# El Mirador, San Lucas Ojitlán
El Mirador är en ort i Mexiko.   Den ligger i kommunen San Lucas Ojitlán och delstaten Oaxaca, i den sydöstra delen av landet, 300 km sydost om huvudstaden Mexico City. El Mirador ligger 88 meter över havet och antalet invånare är 388.
Terrängen runt El Mirador är platt åt nordost, men åt sydväst är den kuperad. Runt El Mirador är det ganska glesbefolkat, med 39 invånare per kvadratkilometer. Närmaste större samhälle är Isla Soyaltepec, 16,9 km norr om El Mirador. Omgivningarna runt El Mirador är en mosaik av jordbruksmark och naturlig växtlighet.